# Gran Premio d'Ungheria 1991
Il Gran Premio d'Ungheria 1991 è stato un Gran Premio di Formula 1 disputato l'11 agosto 1991 allo Hungaroring di Budapest. La gara è stata vinta da Ayrton Senna su McLaren.

## Prima della gara
- Dopo le polemiche seguite all'incidente avvenuto tra i due nel Gran Premio di Germania Ayrton Senna ed Alain Prost hanno un chiarimento pubblico.

## Qualifiche
Senna domina le qualifiche, conquistando la pole position con più di un secondo di vantaggio su Patrese; seguono Mansell, Prost, Berger, Alesi, Pirro, Modena, Capelli e Brundle.

### Classifica
| Pos                     | No | Pilota             | Costruttore               | Tempo    | Distacco |
| ----------------------- | -- | ------------------ | ------------------------- | -------- | -------- |
| 1                       | 1  | Ayrton Senna       | McLaren - Honda           | 1:16.147 |          |
| 2                       | 6  | Riccardo Patrese   | Williams - Renault        | 1:17.379 | +1.232   |
| 3                       | 5  | Nigel Mansell      | Williams - Renault        | 1:17.389 | +1.242   |
| 4                       | 27 | Alain Prost        | Ferrari                   | 1:17.690 | +1.543   |
| 5                       | 2  | Gerhard Berger     | McLaren - Honda           | 1:17.705 | +1.558   |
| 6                       | 28 | Jean Alesi         | Ferrari                   | 1:18.410 | +2.263   |
| 7                       | 21 | Emanuele Pirro     | Scuderia Italia - Judd    | 1:19.334 | +3.157   |
| 8                       | 4  | Stefano Modena     | Tyrrell - Honda           | 1:19.748 | +3.601   |
| 9                       | 16 | Ivan Capelli       | Leyton House - Ilmor      | 1:19.794 | +3.647   |
| 10                      | 8  | Martin Brundle     | Brabham - Yamaha          | 1:19.976 | +3.829   |
| 11                      | 20 | Nelson Piquet      | Benetton - Ford           | 1:19.984 | +3.837   |
| 12                      | 22 | Jyrki Järvilehto   | Scuderia Italia - Judd    | 1:20.014 | +3.867   |
| 13                      | 15 | Maurício Gugelmin  | Leyton House - Ilmor      | 1:20.024 | +3.877   |
| 14                      | 3  | Satoru Nakajima    | Tyrrell - Honda           | 1:20.565 | +4.418   |
| 15                      | 19 | Roberto Moreno     | Benetton - Ford           | 1:20.584 | +4.437   |
| 16                      | 32 | Bertrand Gachot    | Jordan - Ford             | 1:20.655 | +4.508   |
| 17                      | 33 | Andrea De Cesaris  | Jordan - Ford             | 1:20.805 | +4.658   |
| 18                      | 23 | Pierluigi Martini  | Minardi - Ferrari         | 1:20.823 | +4.676   |
| 19                      | 25 | Thierry Boutsen    | Ligier - Lamborghini      | 1:20.870 | +4.723   |
| 20                      | 7  | Mark Blundell      | Brabham - Yamaha          | 1:20.954 | +4.807   |
| 21                      | 29 | Éric Bernard       | Larrousse - Ford          | 1:21.267 | +5.120   |
| 22                      | 30 | Aguri Suzuki       | Larrousse - Ford          | 1:21.601 | +5.354   |
| 23                      | 24 | Gianni Morbidelli  | Minardi - Ferrari         | 1:21.654 | +5.407   |
| 24                      | 34 | Nicola Larini      | Modena Team - Lamborghini | 1:21.896 | +5.749   |
| 25                      | 26 | Érik Comas         | Ligier - Lamborghini      | 1:22.258 | +6.111   |
| 26                      | 11 | Mika Häkkinen      | Lotus - Judd              | 1:22.335 | +6.188   |
| Vetture non qualificate |    |                    |                           |          |          |
| NQ                      | 14 | Olivier Grouillard | Fondmetal - Ford          | 1:22.438 | +6.291   |
| NQ                      | 9  | Michele Alboreto   | Footwork - Ford           | 1:22.521 | +6.374   |
| NQ                      | 35 | Eric van de Poele  | Modena Team - Lamborghini | 1:23.162 | +7.015   |
| NQ                      | 12 | Michael Bartels    | Lotus - Judd              | 1:23.248 | +7.101   |

## Gara
Alla partenza Senna e Patrese scattano bene, mantenendo la testa della corsa; seguono Mansell, Berger e Alesi. Nonostante Mansell sia bloccato dietro al compagno di squadra, Senna non riesce a guadagnare un margine consistente; nel frattempo, Prost si ritira per un problema al motore. Quando Mansell ha la meglio su Patrese tenta di rimontare nei confronti di Senna, ma lo stretto e tortuoso tracciato ungherese rende impossibile qualsiasi tentativo di sorpasso. Senna vince quindi la gara davanti a Mansell, Patrese, Berger, Alesi e Capelli; il brasiliano porta a dodici punti il suo vantaggio su Mansell nella classifica piloti, dopo che nelle ultime tre gare il pilota della Williams gliene ha recuperati ben 23; nella classifica costruttori la McLaren si riporta in testa.

### Classifica
| Pos      | No | Pilota             | Costruttore               | Giri | Tempo/Ritirato         | Partenza | Punti |
| -------- | -- | ------------------ | ------------------------- | ---- | ---------------------- | -------- | ----- |
| 1        | 1  | Ayrton Senna       | McLaren - Honda           | 77   | 1:49:12.796            | 1        | 10    |
| 2        | 5  | Nigel Mansell      | Williams - Renault        | 77   | + 4.599                | 3        | 6     |
| 3        | 6  | Riccardo Patrese   | Williams - Renault        | 77   | + 15.594               | 2        | 4     |
| 4        | 2  | Gerhard Berger     | McLaren - Honda           | 77   | + 21.856               | 5        | 3     |
| 5        | 28 | Jean Alesi         | Ferrari                   | 77   | + 31.389               | 6        | 2     |
| 6        | 16 | Ivan Capelli       | Leyton House - Ilmor      | 76   | + 1 giro               | 9        | 1     |
| 7        | 33 | Andrea De Cesaris  | Jordan - Ford             | 76   | + 1 giro               | 17       |       |
| 8        | 19 | Roberto Moreno     | Benetton - Ford           | 76   | + 1 giro               | 15       |       |
| 9        | 32 | Bertrand Gachot    | Jordan - Ford             | 76   | + 1 giro               | 16       |       |
| 10       | 26 | Érik Comas         | Ligier - Lamborghini      | 75   | + 2 giri               | 25       |       |
| 11       | 15 | Maurício Gugelmin  | Leyton House - Ilmor      | 75   | + 2 giri               | 13       |       |
| 12       | 4  | Stefano Modena     | Tyrrell - Honda           | 75   | + 2 giri               | 8        |       |
| 13       | 24 | Gianni Morbidelli  | Minardi - Ferrari         | 75   | + 2 giri               | 23       |       |
| 14       | 11 | Mika Häkkinen      | Lotus - Judd              | 74   | + 3 giri               | 26       |       |
| 15       | 3  | Satoru Nakajima    | Tyrrell - Honda           | 74   | + 3 giri               | 14       |       |
| 16       | 34 | Nicola Larini      | Modena Team - Lamborghini | 74   | + 3 giri               | 24       |       |
| 17       | 25 | Thierry Boutsen    | Ligier - Lamborghini      | 71   | Problemi al motore     | 19       |       |
| Ritirato | 23 | Pierluigi Martini  | Minardi - Ferrari         | 65   | Problemi al motore     | 18       |       |
| Ritirato | 8  | Mark Blundell      | Brabham - Yamaha          | 62   | Problemi al pneumatico | 20       |       |
| Ritirato | 7  | Martin Brundle     | Brabham - Yamaha          | 59   | Problema fisico        | 10       |       |
| Ritirato | 22 | Jyrki Järvilehto   | Scuderia Italia - Judd    | 49   | Rottura del motore     | 12       |       |
| Ritirato | 20 | Nelson Piquet      | Benetton - Ford           | 38   | Problemi al cambio     | 11       |       |
| Ritirato | 29 | Éric Bernard       | Larrousse - Ford          | 38   | Problema del motore    | 21       |       |
| Ritirato | 30 | Aguri Suzuki       | Larrousse - Ford          | 38   | Problema del motore    | 22       |       |
| Ritirato | 21 | Emanuele Pirro     | Scuderia Italia - Judd    | 37   | Rottura del motore     | 7        |       |
| Ritirato | 27 | Alain Prost        | Ferrari                   | 28   | Rottura del motore     | 4        |       |
| NQ       | 14 | Olivier Grouillard | Fondmetal - Ford          |      |                        |          |       |
| NQ       | 9  | Michele Alboreto   | Footwork - Ford           |      |                        |          |       |
| NQ       | 35 | Eric van de Poele  | Modena Team - Lamborghini |      |                        |          |       |
| NQ       | 12 | Michael Bartels    | Lotus - Judd              |      |                        |          |       |
| NPQ      | 17 | Gabriele Tarquini  | AGS - Ford                |      |                        |          |       |
| NPQ      | 10 | Alex Caffi         | Footwork - Ford           |      |                        |          |       |
| NPQ      | 18 | Fabrizio Barbazza  | AGS - Ford                |      |                        |          |       |
| NPQ      | 31 | Pedro Chaves       | Coloni - Ford             |      |                        |          |       |

## Classifiche

### Piloti
| Pos. | Pilota            | Punti |
| ---- | ----------------- | ----- |
| 1    | Ayrton Senna      | 61    |
| 2    | Nigel Mansell     | 49    |
| 3    | Riccardo Patrese  | 32    |
| 4    | Gerhard Berger    | 22    |
| 5    | Alain Prost       | 21    |
| 6    | Nelson Piquet     | 18    |
| 7    | Jean Alesi        | 14    |
| 8    | Stefano Modena    | 9     |
| 9    | Andrea De Cesaris | 9     |
| 10   | Roberto Moreno    | 5     |
| 11   | Jyrki Järvilehto  | 4     |
| 12   | Bertrand Gachot   | 4     |
| 13   | Pierluigi Martini | 3     |
| 14   | Satoru Nakajima   | 2     |
| 15   | Mika Häkkinen     | 2     |
| 16   | Aguri Suzuki      | 1     |
| 17   | Julian Bailey     | 1     |
| 18   | Emanuele Pirro    | 1     |
| 19   | Éric Bernard      | 1     |
| 20   | Ivan Capelli      | 1     |

### Costruttori
| Pos. | Team                   | Punti |
| ---- | ---------------------- | ----- |
| 1    | McLaren - Honda        | 83    |
| 2    | Williams - Renault     | 81    |
| 3    | Ferrari                | 35    |
| 4    | Benetton - Ford        | 23    |
| 5    | Jordan - Ford          | 13    |
| 6    | Tyrrell - Honda        | 11    |
| 7    | Scuderia Italia - Judd | 5     |
| 8    | Minardi - Ferrari      | 3     |
| 9    | Lotus - Judd           | 3     |
| 10   | Larrousse - Ford       | 2     |
| 11   | Leyton House - Ilmor   | 1     |

## Fonti
- Alan Henry, AUTOCOURSE 1991-92, Hazleton Publishing, 1991,  pp. 190–191, ISBN 0-905138-87-2.
- The Official Formula 1 website, su formula1.com. URL consultato il 15 maggio 2009.
- GpUpdate.com [collegamento interrotto], su f1.gpupdate.net. URL consultato il 15 maggio 2009.